# アルト (イタリア)
アルト（イタリア語: Alto）は、イタリア共和国ピエモンテ州クーネオ県にある、人口約100人の基礎自治体（コムーネ）。

## 地理

### 位置・広がり

#### 隣接コムーネ
隣接するコムーネは以下の通り。括弧内のIMはインペリア県、SVはサヴォーナ県所属を示す。
- アークイラ・ディ・アッローシャ (IM)
- カプラーウナ
- ナジーノ (SV)
- オルメーア